# Podolsk Vityaz
I Podolsk Vityaz sono una squadra di football americano di Podol'sk, in Russia, fondata nel 2012.

## Dettaglio stagioni

### Tornei nazionali

#### Campionato

##### Campionato russo/LAF
| Stagione | regular season | regular season | regular season | regular season | regular season | regular season | playoff | playoff | playoff | playoff | playoff | playoff          | playoff                     |
|          | Vin            | Par            | Per            | Tot            | PF             | PS             | Vin     | Per     | Tot     | PF      | PS      | risultato        | avversaria                  |
| -------- | -------------- | -------------- | -------------- | -------------- | -------------- | -------------- | ------- | ------- | ------- | ------- | ------- | ---------------- | --------------------------- |
| 2015     | 4              | 0              | 0              | 4              | 124            | 27             | 2       | 1       | 3       | 78      | 24      | Semifinale       | Moscow Patriots             |
| 2016     | 3              | 0              | 4              | 7              | 116            | 136            | 1       | 1       | 2       | 27      | 33      | Quarti di finale | Nizhnij Novgorod Raiders 52 |
| 2017     | 1              | 0              | 6              | 7              | 118            | 258            | -       | -       | -       | -       | -       | -                | -                           |
| Totale   | 8              | 0              | 10             | 18             | 358            | 421            | 3       | 2       | 5       | 105     | 57      |                  |                             |

Fonti: Enciclopedia del Football - A cura di Roberto Mezzetti

##### EESL Pervaja Liga
| Stagione | regular season | regular season | regular season | regular season | regular season | regular season | playoff | playoff | playoff | playoff | playoff | playoff   | playoff       |
|          | Vin            | Par            | Per            | Tot            | PF             | PS             | Vin     | Per     | Tot     | PF      | PS      | risultato | avversaria    |
| -------- | -------------- | -------------- | -------------- | -------------- | -------------- | -------------- | ------- | ------- | ------- | ------- | ------- | --------- | ------------- |
| 2021     | 3              | 0              | 1              | 4              | 66             | 57             | 0       | 1       | 1       | 22      | 35      | Wild Card | Moscow United |
| 2022     | 1              | 0              | 3              | 4              | 56             | 82             | -       | -       | -       | -       | -       | -         | -             |
| Totale   | 4              | 0              | 4              | 8              | 122            | 139            | 0       | 1       | 1       | 22      | 35      |           |               |

Fonti: Enciclopedia del Football - A cura di Roberto Mezzetti

##### EESL Osennjaja Liga
| Stagione | regular season | regular season | regular season | regular season | regular season | regular season | playoff | playoff | playoff | playoff | playoff | playoff      | playoff        |
|          | Vin            | Par            | Per            | Tot            | PF             | PS             | Vin     | Per     | Tot     | PF      | PS      | risultato    | avversaria     |
| -------- | -------------- | -------------- | -------------- | -------------- | -------------- | -------------- | ------- | ------- | ------- | ------- | ------- | ------------ | -------------- |
| 2022     | -              | -              | -              | -              | -              | -              | 0       | 2       | 2       | 44      | 92      | Quarto posto | Moscow Dragons |
| Totale   | -              | -              | -              | -              | -              | -              | 0       | 2       | 2       | 44      | 92      |              |                |

Fonti: Enciclopedia del Football - A cura di Roberto Mezzetti

#### Coppa
| Stagione | regular season | regular season | regular season | regular season | regular season | regular season | playoff | playoff | playoff | playoff | playoff | playoff          | playoff              |
|          | Vin            | Par            | Per            | Tot            | PF             | PS             | Vin     | Per     | Tot     | PF      | PS      | risultato        | avversaria           |
| -------- | -------------- | -------------- | -------------- | -------------- | -------------- | -------------- | ------- | ------- | ------- | ------- | ------- | ---------------- | -------------------- |
| 2015     | -              | -              | -              | -              | -              | -              | 0       | 1       | 1       | 8       | 30      | Quarti di finale | Moscow Black Storm   |
| 2020     | 2              | 0              | 0              | 2              | 30             | 14             | 0       | 2       | 2       | 20      | 49      | Quarto posto     | Samara Stormbringers |
| Totale   | 2              | 0              | 0              | 2              | 30             | 14             | 0       | 3       | 3       | 28      | 79      |                  |                      |

Fonti: Enciclopedia del Football - A cura di Roberto Mezzetti

### Tornei internazionali

#### Eastern League of American Football
| Stagione | regular season | regular season | regular season | regular season | regular season | regular season | playoff | playoff | playoff | playoff | playoff | playoff   | playoff       |
|          | Vin            | Par            | Per            | Tot            | PF             | PS             | Vin     | Per     | Tot     | PF      | PS      | risultato | avversaria    |
| -------- | -------------- | -------------- | -------------- | -------------- | -------------- | -------------- | ------- | ------- | ------- | ------- | ------- | --------- | ------------- |
| 2013     | 2              | 0              | 4              | 6              | 95             | 165            | -       | -       | -       | -       | -       | -         | -             |
| 2014     | 0              | 0              | 4              | 4              | 50             | 131            | 0       | 1       | 1       | 7       | 13      | Wild Card | Moscow Bruins |
| Totale   | 2              | 0              | 8              | 10             | 145            | 296            | 0       | 1       | 1       | 7       | 13      |           |               |

Fonti: Enciclopedia del Football - A cura di Roberto Mezzetti

#### Monte Clark Arena Cup
| Stagione | regular season | regular season | regular season | regular season | regular season | regular season | playoff | playoff | playoff | playoff | playoff | playoff      | playoff          |
|          | Vin            | Par            | Per            | Tot            | PF             | PS             | Vin     | Per     | Tot     | PF      | PS      | risultato    | avversaria       |
| -------- | -------------- | -------------- | -------------- | -------------- | -------------- | -------------- | ------- | ------- | ------- | ------- | ------- | ------------ | ---------------- |
| 2020     | 0              | 0              | 2              | 2              | 11             | 42             | 1       | 0       | 1       | 13      | 6       | Quinto posto | Minsk Hurricanes |
| Totale   | 0              | 0              | 2              | 2              | 11             | 42             | 1       | 0       | 1       | 13      | 6       |              |                  |

Fonti: Enciclopedia del Football - A cura di Roberto Mezzetti

### Tornei locali

#### Black Bowl
| Stagione | regular season | regular season | regular season | regular season | regular season | regular season | playoff | playoff | playoff | playoff | playoff | playoff    | playoff                       |
|          | Vin            | Par            | Per            | Tot            | PF             | PS             | Vin     | Per     | Tot     | PF      | PS      | risultato  | avversaria                    |
| -------- | -------------- | -------------- | -------------- | -------------- | -------------- | -------------- | ------- | ------- | ------- | ------- | ------- | ---------- | ----------------------------- |
| 2018     | 2              | 0              | 4              | 6              | 72             | 91             | -       | -       | -       | -       | -       | -          | -                             |
| 2019     | 3              | 0              | 3              | 6              | 90             | 117            | 1       | 1       | 2       | 24      | 30      | Semifinale | Petrozavodsk Karelian Gunners |
| Totale   | 5              | 0              | 7              | 12             | 162            | 208            | 1       | 1       | 2       | 24      | 30      |            |                               |

Fonti: Enciclopedia del Football - A cura di Roberto Mezzetti

### Riepilogo fasi finali disputate
| Anno              | Luogo        | Evento                              | Fase del torneo      | Incontro                                       | Risultato |
| 2 agosto 2014     |              | Eastern League of American Football | Semifinale           | Moscow Bruins - Podolsk Vityaz                 | 13 - 7    |
| 22 agosto 2015    | Zelenograd   | Campionato russo                    | Semifinale           | Moscow Patriots - Podolsk Vityaz               | 24 - 0    |
| 3 ottobre 2015    | Bienne       | Coppa di Russia                     | Quarti di finale     | Podolsk Vityaz - Moscow Black Storm            | 8 - 30    |
| 28 agosto 2016    | Podol'sk     | League of American Football         | Quarti di finale     | Podolsk Vityaz - Nizhnij Novgorod Raiders 52   | 14 - 21   |
| 22 settembre 2019 | Petrozavodsk | Black Bowl                          | Semifinale           | Petrozavodsk Karelian Gunners - Podolsk Vityaz | 17 - 7    |
| 1º marzo 2020     | Minsk        | Monte Clark Arena Cup               | Finale 5º - 6º posto | Minsk Hurricanes - Podolsk Vityaz              | 6 - 13    |
| 25 ottobre 2020   | Ščedrino     | EESL Vysšaja Liga/Coppa di Russia   | Finale 3º - 4º posto | Podolsk Vityaz - Samara Stormbringers          | 6 - 28    |
| 8 agosto 2021     | Zelenograd   | EESL Pervaja Liga                   | Wild Card            | Moscow United - Podolsk Vityaz                 | 35 - 22   |
| 9 ottobre 2022    | Korolëv      | EESL Osennjaja Liga                 | Finale 3º - 4º posto | Moscow Dragons - Podolsk Vityaz                | 38 - 14   |